# イオンタウン天理
イオンタウン天理（イオンタウンてんり）は、奈良県天理市にあるイオンタウン株式会社が運営するショッピングセンター。ザ・ビッグエクストラ天理店と専門店からなる。

## 概要
2002年10月16日に「イオン天理ショッピングセンター」としてソフトオープン、同年10月22日グランドオープン。核店舗にはジャスコスーパーセンター天理店が入居した。その後、ジャスコスーパーセンター天理店は「イオンスーパーセンター天理店」へ店舗名を変更し、さらに2012年5月25日には「ザ・ビッグエクストラ天理店」に業態転換。2011年11月21日にショッピングセンター全体の運営会社がイオンビッグ株式会社からイオンタウン株式会社へと変更されショッピングセンター名も「イオンタウン天理」に改称されている（「ザ・ビッグエクストラ」部分の運営はイオンビッグが継続）。

## 核店舗
- ザ・ビッグエクストラ天理店

ジャスコスーパーセンター天理店として開業。イオングループのスーパーセンターとしてはマックスバリュスーパーセンター弥富店に次いで2店舗目で、スーパーセンター型店舗の実験店としては1号店のマックスバリュスーパーセンター弥富店、2号店のジャスコ五城目店に次いで3店舗目。
出店にあたり、イオンはホームワイドの社員5人と合同開発チームを結成し、園芸や日曜大工関連を強化したほか、天理店に配置する正社員は低価格を実現するためイオングループで最少の13人に絞った。
その後2012年5月25日、「ザ・ビッグエクストラ天理店」に業態転換した。
その他テナントは店舗のご案内を参照のこと。

## 参照元
1. ↑  「さらに地域の皆さまから愛され、必要とされるショッピングセンター（SC）に! 11月21日（月）モール型SC名を「イオンモール 」に名称統一します (PDF) 」イオン、2011年10月27日
2. 1 2  10/22(火)「イオン天理ショッピングセンター」オープン - ウェイバックマシン（2002年12月3日アーカイブ分） イオン、2002年10月7日
3. ↑  「『イオン天理』22日開店 直営スーパーと27専門店」『読売新聞』2002年10月13日付大阪朝刊、奈セ2版、第30面
4. 1 2  「スーパーセンター型店舗、イオン、開発急ぐ -- 天理（奈良）に実験3号店」『日経流通新聞』2002年10月24日付、第9面
5. 1 2  「みせどころ ジャスコスーパーセンター天理店（奈良県天理市）HCと連携」『日経流通新聞』2002年11月9日付、第10面
6. ↑  「天理に新形態大型店 農具・建材も販売、ジャスコSC開店」『朝日新聞』2002年10月23日付朝刊、奈良1版、第28面